# Bicicleta playera

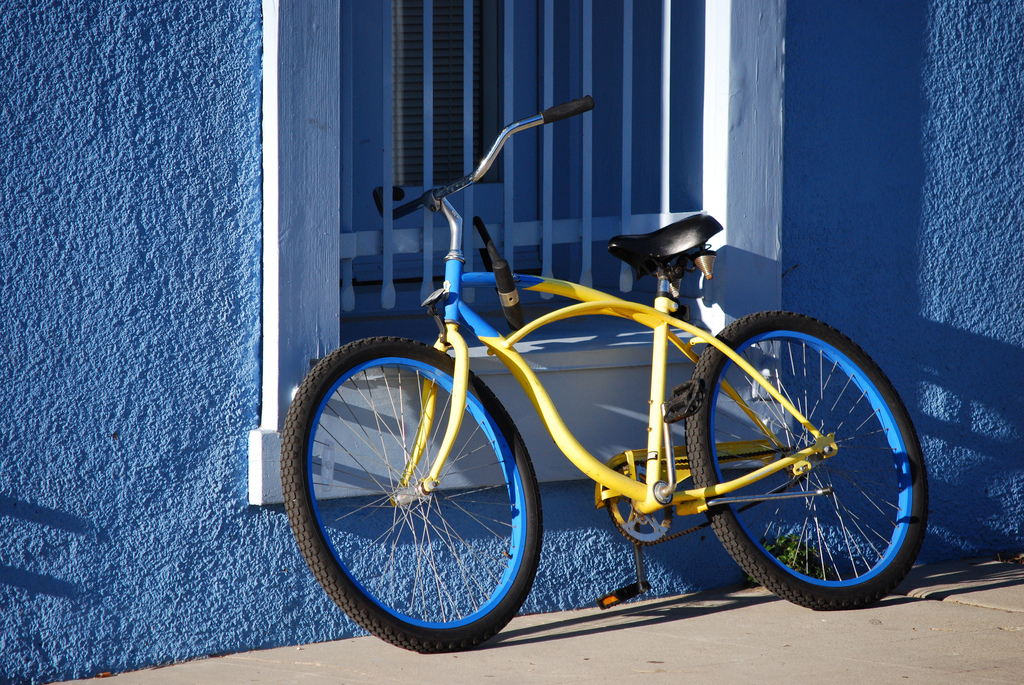
Bicicleta playera.

Una bicicleta playera, en inglés bicicleta cruiser o beach cruiser, es el nombre popular en la actualidad para lo que antes solía llamarse bicicleta con «neumáticos de balón». Este estilo de la bicicleta fue muy popular en la década de 1940 y 1950. Cruisers suelen caracterizarse por neumáticos 26 x 2.125". (Si tienen neumáticos de 1,75" o 1 ¾" (S-7), ellos son considerados «pesos medios»). Se caracterizan por ser un tipo de bicicleta de paseo a medio camino entre una bicicleta urbana y una bicicleta de montaña. Generalmente sin cambios y el sistema de frenado es por contrapedal.

## Historia

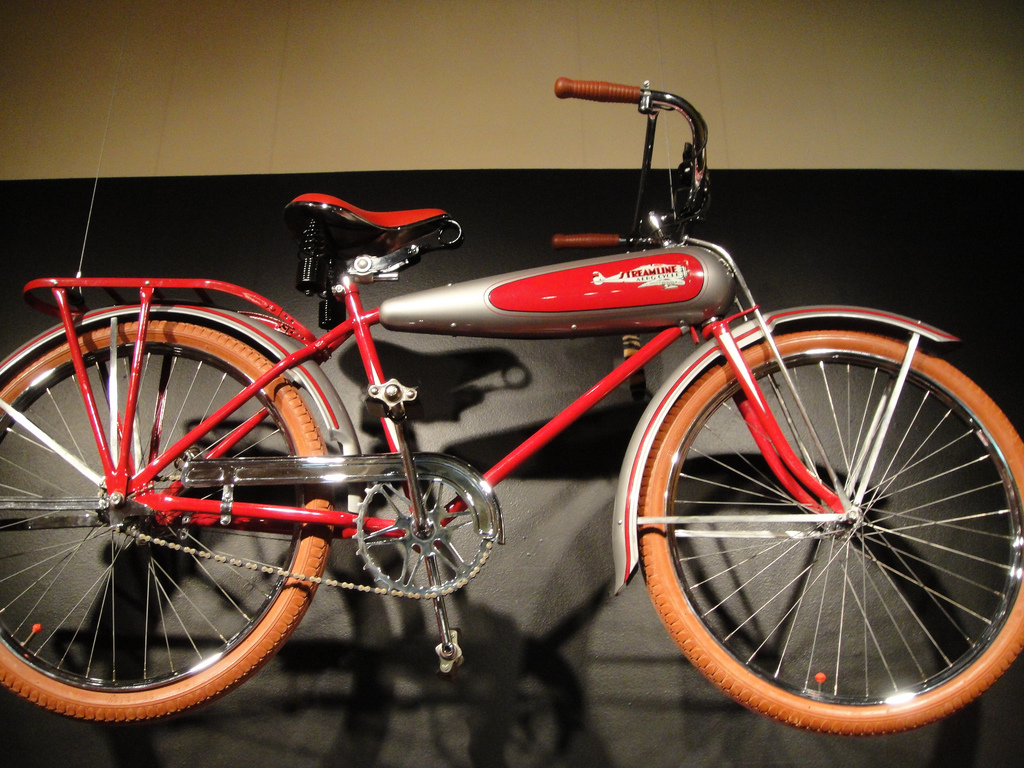
La Schwinn AeroCycle se ofrece entre 1933 a 1936, fue una de las primeras bicis comercializadas principalmente a niños, también comenzó una tendencia en la «aerodinámica»

En 1933 Frank W. Schwinn (hijo), fabricante de bicicletas en Chicago, frustrado por la mala calidad de los neumáticos que no eran nada más que una manguera de mala calidad, decidió ir a Alemania, donde los neumáticos gruesos «balón» (ballonreifen) con cámara, habían estado utilizándose en un saludable sector económico de bicicletas y motocicletas durante algunos años. Él trajo de vuelta una cantidad de neumáticos de dos pulgadas (26 x 2,125 pulgadas) y los puso en llantas de acero. Con esto como punto de partida, los mecánicos de Scwhinn entonces construyeron un cuadro más amplio y sólido de travesaño doble, estas aerodinámicas aunque pesadas y novedosas «cruisers» fueron ensambladas y lanzadas al mercado en 1933, donde se dio comienzo a una auténtica revolución en la industria de las bicicletas americanas.
Durante finales de 1950 y comienzos de 1960, las bicicletas importadas de Gran Bretaña y Europa continental se hicieron populares, especialmente modelos sport roadsters más ágiles conocidos como «English racer» en Estados Unidos, aunque estaban muy lejos de ser un diseño de carreras. Éstos modelos ofrecían engranajes de tres velocidades, ruedas altas, neumáticos más estrechos, un peso más ligero (16 a 18 kg) y una mayor capacidad para subir cuestas. A finales de la década de 1950, los fabricantes estadounidenses como Schwinn comenzaron a producir su propia versión del «English racer».
En 1972, una nueva ola de bicicletas ligeras equipadas con desviador encabezó una ola de nuevo interés del consumidor en el ciclismo recreativo, lo que resulta en un nuevo boom ciclístico. Bicicletas deportivas equipados con desviador de diez velocidades inspirados en bicicletas de carreras europeas pronto dominaron el mercado de los adultos particularmente en Estados Unidos.
Mientras que en gran parte fue obsoleta a finales de los años 1960, la cruiser sigue siendo popular por su utilidad y en el uso recreativo en las playas de California, donde pronto se ganó el título de «Bicicletas Playeras», del inglés Beach Cruisers.
En 1976 en la tienda de bicicletas Recycled Cycles (Bicicletas Recicladas) de Newport Beach, California, propiedad y operada por Larry y Don McNeely, acuñó la frase «California Beach Cruiser» y la utilizó como su Marca Registrada para la producción de una moderna bicicleta playera.
De esta forma, las bicicletas americanas «cruisers» de los años 1930 encontraron una nueva vida en las costas de Estados Unidos como medio de transporte práctico para los playeros vagabundos y surfistas.

### La conexión con la bicicleta de montaña

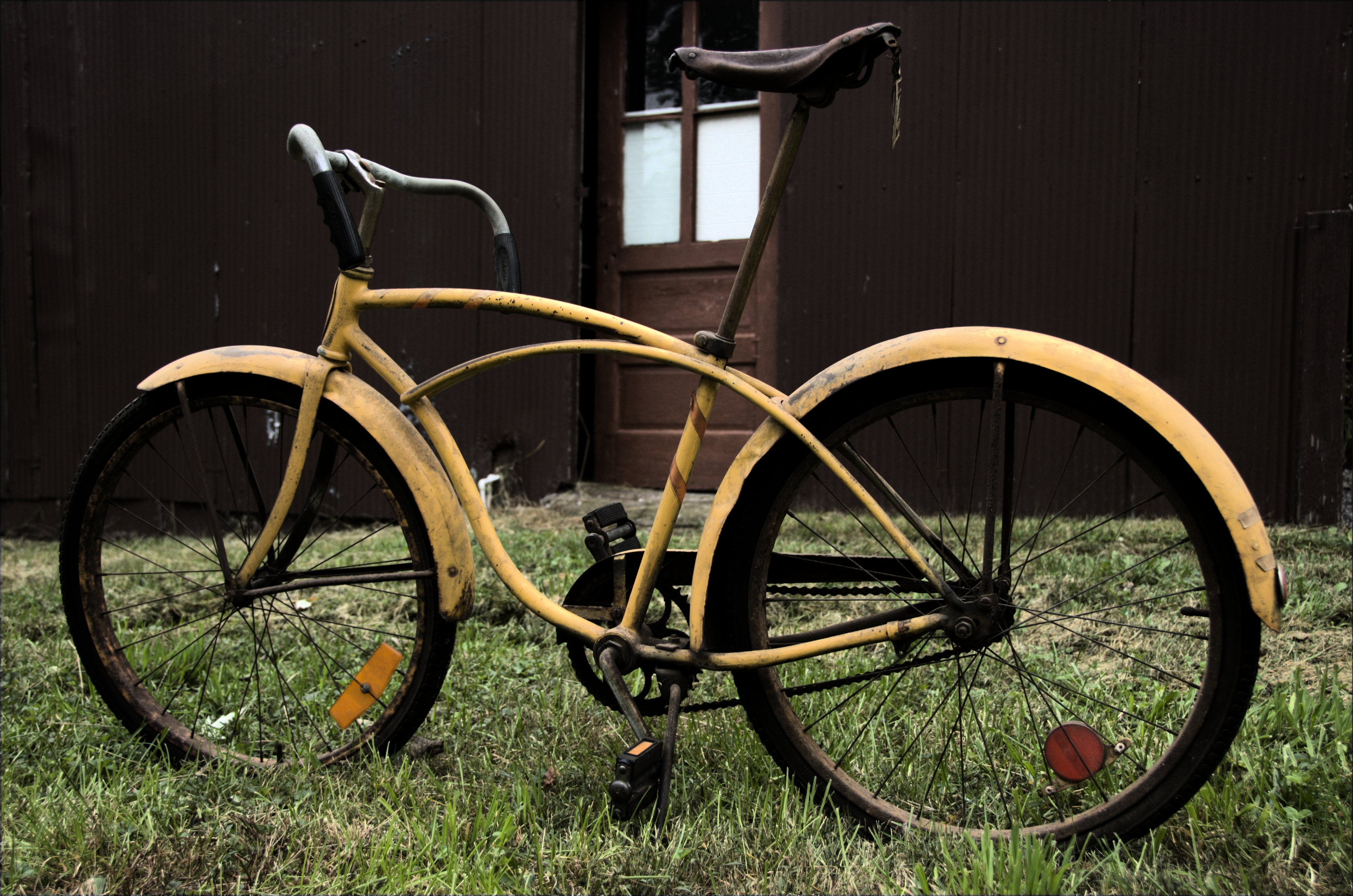
Bicicleta clásica «Schwinn», base de las playeras y las primeras bicicletas de montaña

A finales de 1970 y principios de 1980, cuadros de «cruisers» fueron la base para la bicicleta de montaña de reciente desarrollo.
A mediados de los setenta, un grupo de entusiastas en el Marin County, California comenzaron a competir con las bicis por los fireroads del Monte Tamalpais locales, en una carrera que ellos llamaban «Repack», porque el viaje era tan agotador que los ciclistas tenían que reempacar sus frenos de contrapedal con grasa después de cada carrera. 
El terreno cuesta abajo era rocoso y la escarpada montaña ayudó a los corredores alcanzar altas velocidades, donde saltan y se estrellan contra las rocas y el barro. Estos malos tratos causaban las bicicletas de carreras a romperse, por lo que los corredores buscaron una alternativa más duradera y económica. Pronto descubrieron que las viejas «carcachas» (Klunker – como ellos los llamaban), con neumáticos balón que se podían obtener por 5 dólares en una venta de garaje y podrían soportar tremendo castigo. Pronto, los ciclistas fueron separando estos añejas reliquias, deshaciendo de los pesados guardabarros y adornos, y trucándolos con frenos de motocicleta y otros artilugios para mejorar el rendimiento. Un ciclista, Gary Fisher, agregó cambios de marchas en su vieja bicicleta Schwinn Excelsior, que le permita viajar hasta la montaña, así como bajarla. Casi al mismo tiempo, el corredor Joe Breeze comenzó a juguetear con su propia Schwinn Excelsior, adaptándola más al trayecto «Repack». Pronto, ambos comenzaron a construir y vender bicicletas personalizadas de montaña a otros entusiastas, el lanzamiento de un fenómeno en todo el mundo de la bicicleta. 
La década de 1970 y principios de 1980 se vio el surgimiento del interés por el coleccionismo de bicicletas antiguas, y los precios de los viejos clásicos con neumáticos balón subieron.

## Utilización actual

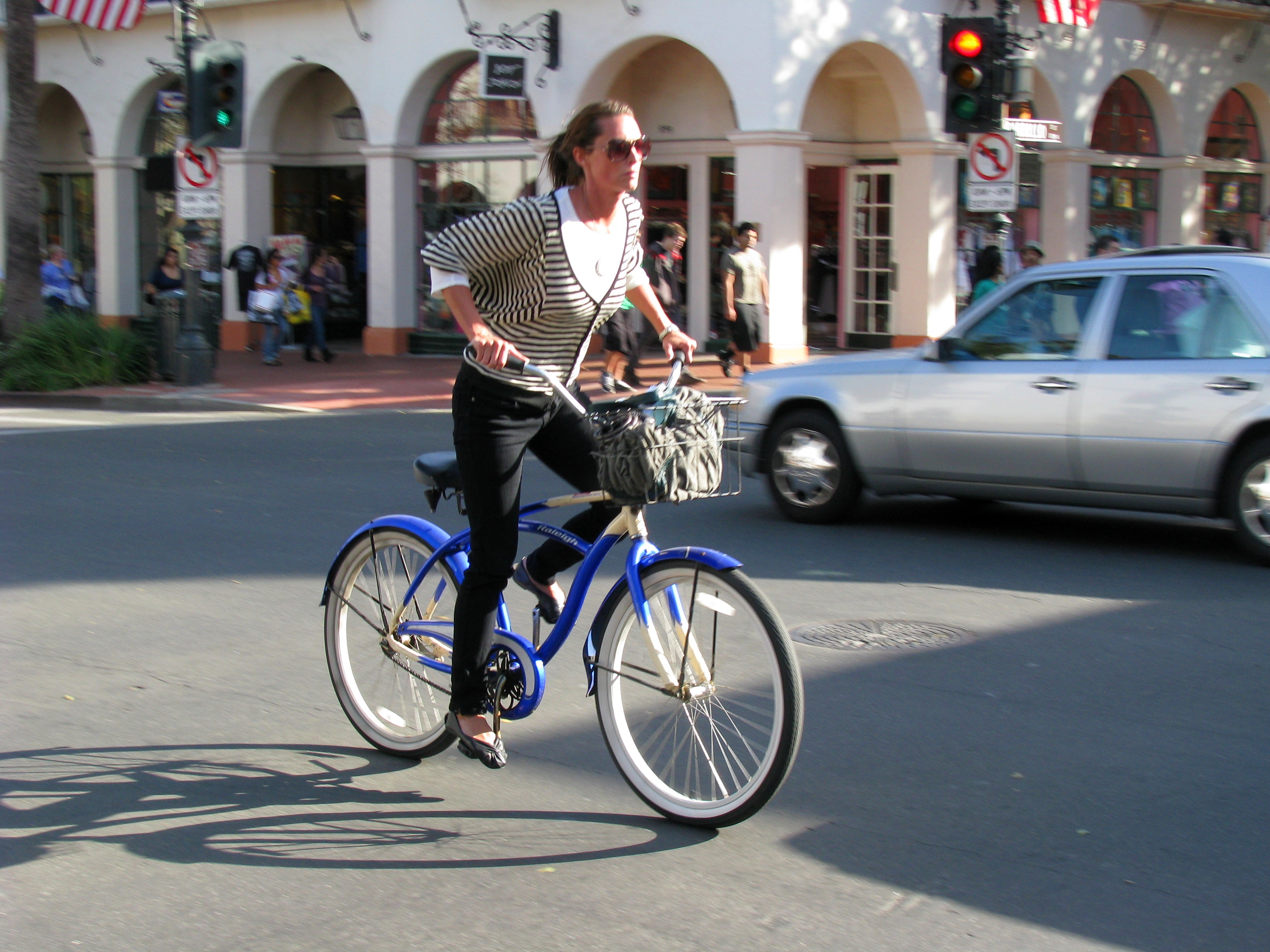
Playera marca Raleigh.

La comodidad, el estilo y la asequibilidad (en comparación con las bicicletas de montaña y de carrera) han llevado a las playeras a un renovada popularidad en los últimos años, se suelen utilizar con cesta y portaequipajes. Su uso se ha diversificado, ya que se puede emplear un triciclo o un remolque para transportar la sombrilla o a los niños o transportar la compra semanal.